# Villanueva de las Torres
Villanueva de las Torres é um município da Espanha na província de Granada, de área 66,50 km² com população de 786 habitantes (2004) e densidade populacional de 11,82 hab/km².

## Demografia
| Variação demográfica do município entre 1991 e 2004 | Variação demográfica do município entre 1991 e 2004 | Variação demográfica do município entre 1991 e 2004 | Variação demográfica do município entre 1991 e 2004 |
| --------------------------------------------------- | --------------------------------------------------- | --------------------------------------------------- | --------------------------------------------------- |
| 1991                                                | 1996                                                | 2001                                                | 2004                                                |
| 1073                                                | 1012                                                | 849                                                 | 786                                                 |